# 伊藤健士
伊藤 健士（いとう けんじ、1981年9月13日 - ）は、日本のバレーボールアナリスト、指導者。

## 来歴
東京都台東区出身。中学校でバレーボールを始める。
体育教師を目指し都立高校から一般入試で筑波大学に進学。バレーボール部に入部し2年生からアナリストとして活動。
在学中からVリーグの東レアローズ（現・東レアローズ静岡）でデータ入力のアルバイトをしており、2006年に筑波大学大学院を修了し東レに入社。アローズのコーチ兼アナリストを務めた。
2014年、東レを退社し日本男子代表のアナリストに就任。2022年からはコーチとなった。
2023年、学生時代を含め20年携わった東レアローズを退団。
2024年10月、大阪ブルテオンのコーチに就任。2025年2月7日から4月10日までは監督のロラン・ティリが一時帰国で不在となったため、監督代行を務めた。

## 所属チーム
- 筑波大学
- 東レアローズ コーチ兼アナリスト（2006-2023年）
- 日本男子代表
  - アナリスト（2014-2022年）
  - コーチ（2022年-）
- 大阪ブルテオン コーチ（2024年-）